# Max Grundmann
Max Grundmann (* 16. August 1998 in Gransee) ist ein deutscher Fußballspieler.

## Karriere
Nach seinen Anfängen in der Jugend des SV Zehdenick wechselte er im Sommer 2011 in die Jugendabteilung von Energie Cottbus. Dort kam er auch zu seinem ersten Einsatz im Profibereich in der 3. Liga, als er am 6. Oktober 2018, dem 11. Spieltag, beim 2:1-Heimsieg gegen den FSV Zwickau in der 90. Spielminute für Fabio Viteritti eingewechselt wurde.
Nach nur einem Einsatz in der Drittligasaison 2018/19 löste der Verteidiger im Januar 2019 seinen Vertrag mit den Lausitzern auf und ging nach Berlin zum BFC Dynamo.